# Мирвода Світлана Іванівна
Світла́на Іва́нівна Ми́рвода (29 лютого 1960, с. Дубове Ковельського району Волинської області) — українська бандуристка, співачка. Концертмейстерка групи бандур та артистка в Академічному оркестрі народної та популярної музики Національної радіокомпанії України. Народна артистка України (2016).

## Життєпис
Народилася 29 лютого 1960 року в селі Дубове Ковельського району Волинської області.
Закінчила Львівську державну консерваторію імені Миколи Лисенка (1985). Учениця Василя Герасименка.
З 1985 року мешкає у Києві.
Також закінчила Відкритий міжнародний університет розвитку людини «Україна» (2006).
Одружена з Григорієм Дмитровичем, має синів Клима і Тимофія.

## Громадська діяльність
Членкиня Всеукраїнського жіночого товариства ім. Олени Теліги. 
9 листопада 2016 року долучилася до лав партії ВО «Свобода».

## Нагороди і відзнаки
- Заслужена артистка України (Указ Президента України від 3 березня 2006 року, № 191).
- Гран-прі міжнародного фестивалю «Світ музики» в Італії в номінації «Вокальне народне соло» (2004).
- Лауреат всеукраїнських фестивалів та конкурсів «Пісенний вернісаж», «Осіннє рандеву», «Пісня року», «Рідна мати моя», імені Остапа Вересая, «Родинна творчість».
- Почесна Грамота Верховної Ради України.
- Почесна грамота Київського міського голови.
- Народна артистка України.[3]